# Curtiss P-40 Warhawk
Curtiss P-40 Warhawk (nazwy dla RAF-u i radzieckich sił powietrznych: P-40 Tomahawk, P-40 Kittyhawk) – amerykański samolot myśliwski, myśliwsko-bombowy i rozpoznawczy z okresu II wojny światowej produkowany przez Curtiss-Wright Corporation.
P-40 były standardowym samolotem myśliwskim Sił Powietrznych Armii Stanów Zjednoczonych (United States Army Air Forces, USAAF) w czasie japońskiego ataku na Pearl Harbor i wykorzystywano je bojowo do końca wojny na Pacyfiku, czyli do początku września 1945. W trakcie wojny były zastępowane sukcesywnie przez P-47, P-51 i F4U Corsair.
W latach 1940–1941 używane głównie jako samoloty myśliwskie nawiązywały z trudem równe pojedynki z samolotami myśliwskimi przeciwnika, szczególnie na wysokościach powyżej 4500 m, a od 1943 znacznie ustępowały niemieckim samolotom tego typu w Luftwaffe i lotnictwie Japonii. Myśliwce Kittyhawk ustępowały wyraźnie niemieckim Messerschmittom Bf 109.
Okryły się chwałą i uzyskały status legendy w Chinach pilotowane przez ochotników amerykańskich w jednostce „Latające Tygrysy” pod dowództwem generała Claire Chennault (w zespole tym walczył też polski pilot Witold Urbanowicz).

## Historia powstania
Projektowanie tego typu ma początek we wcześniejszej konstrukcji P-36 Hawk (1934), napędzanej silnikiem gwiazdowym chłodzonym powietrzem. Przez brak możliwości dalszego rozwoju tej maszyny zaczęto opracowywać nowy projekt, zakładający zastosowanie chłodzonego cieczą silnika widlastego typu Allison V-1710 z turbosprężarką, co wymusiło przesunięcie kabiny pilota do tyłu. Zbudowano trzynaście egzemplarzy tak przebudowanej maszyny oznaczonej XP-37. Wobec problemów z turbosprężarką, dla uproszczenia konstrukcji zdecydowano się na jej usunięcie. W lipcu 1937 jeden z egzemplarzy P-36A (nr 38-10) wyposażono w silnik Allison V-1710-19 o mocy 1150 koni mechanicznych. Projekt ten otrzymał w wytwórni oznaczenie Model 75P (wojskowe XP-40).
Zainstalowanie silnika widlastego wymagało dodatkowych zmian w konstrukcji, zwłaszcza przodu kadłuba. Ponieważ po bokach silnika zainstalowano dwa karabiny maszynowe M2 kal. 12,7 mm, między nimi, pod nosem, umieszczono chwyt powietrza do gaźnika. Niżej jeszcze pod częścią nosową znajdował się chwyt powietrza do chłodnic oleju. W przeciwieństwie do XP-37 kabiny nie przesunięto do tyłu. Pod skrzydłami zamontowano uchwyty dla sześciu bomb 9-kilogramowych. Prototyp oblatano 14 października 1938 r. Osiągi były niezadowalające, gdyż samolot osiągnął prędkość 482 km/h, więc prototyp przebudowano, zmieniając wlot powietrza, tak aby mieścił chłodnicę zarówno oleju, jak i płynu chłodzącego silnik. Zmieniono system rur wydechowych na sześć po każdej stronie i przeprojektowano osłony podwozia. Tak przebudowany XP-40 osiągnął prędkość 550 km/h na wysokości 3718 m.

## Wersje

### P-40
P-40 odbiegał od wymagań stawianym przez lotnictwo USA w 1939 samolotom myśliwskim, głównie z powodu braku turbosprężarki, ale ponieważ był tańszy w produkcji i mogła się ona rozpocząć prawie natychmiast (wykorzystywano ramę kadłuba już produkowanego P-36), 26 kwietnia 1939 zamówiono 524 egzemplarze pod oznaczeniem P-40 (H-81). Były one podobne do XP-40, ale w trakcie produkcji dokonywano ciągłych zmian z powodu rosnących wymagań, zwłaszcza dotyczących zwiększenia prędkości maksymalnej z 483 km/h (300 mph) do 580 km/h (360 mph). Zmieniono układ rur wydechowych, kształt i wielkość chwytu powietrza do gaźnika na górze osłony (został on przesunięty do tyłu) oraz przesunięto do przodu chłodnice znajdujące się pod nosem. Zmiany te jednak nie przyniosły oczekiwanych rezultatów. Samolot poddano próbom aerodynamicznym w tunelu NACA. Projekt poddano dalszym udoskonaleniom – zastosowano m.in. silnik Allison V-1710-33, zmieniono kształt osłony chłodnicy, użyto gładkich nitów do mocowania poszycia, zastosowano chowane koło ogonowe, dzięki czemu maszyna osiągnęła 589 km/h na wysokości 4570 m. Było to decydujące dla dopuszczenia do produkcji seryjnej. Uzbrojenie stanowiły 2 km 12,7 mm nad silnikiem i po jednym karabinie maszynowym 7,62 mm w płatach. Samoloty nie miały opancerzenia, samouszczelniających się zbiorników ani szyb pancernych.
Pierwszy egzemplarz oblatano 4 kwietnia 1940. Trzy pierwsze maszyny wykorzystano do prób. Osiągały one prędkość maksymalną 575 km/h na wys. 4572 m, pułap 9980 m, zasięg 1529 km, a na wysokość 4572 m wznosiły się w ciągu 5,3 min. Silnik zapewniał dobre osiągi tylko do wysokości 5000 m. Dostawy pierwszej wersji zakończono w czerwcu 1940 po zbudowaniu 200 sztuk. Resztę zamówienia odłożono, by umożliwić wykonanie zamówienia dla Francji w liczbie 140 egzemplarzy H-81A (eksportowej wersji P-40) z wyposażeniem francuskim. Wyprodukowanych maszyn nie zdołano dostarczyć przed kapitulacją i zamówienie w całości przejęła Wielka Brytania, przez co samolotom nadano oznaczenie Tomahawk I. Dostarczono je z francuskimi przyrządami i napisami, wymieniając jedynie karabiny w skrzydłach na Browning kal. 7,7 mm. Po przejęciu Brytyjczycy stwierdzili, że maszyny nie spełniają warunków operacyjnych z uwagi na brak opancerzenia i samouszczelniających się zbiorników paliwa. Z powodu gorszych osiągnięć na wysokości powyżej 4500 m od Me Bf 109 jedynie zagrożenie inwazją niemiecką spowodowało czasowe wprowadzenie ich do jednostek bojowych (w zmienionej już sytuacji przesunięto je do zadań treningowych) i do Afryki Północnej, gdzie walki powietrzne toczono na niższym pułapie. 16 samolotów tej wersji dostarczono do ZSRR, gdy przystąpił on do wojny po stronie aliantów.
W późniejszym czasie również dowództwo amerykańskie uznało niską przydatność tych samolotów i rozkazem z 22 czerwca 1942 wycofano je ze służby bojowej. Pod oznaczeniem RP-40 wykorzystywano je do holowania celów powietrznych.

### P-40A

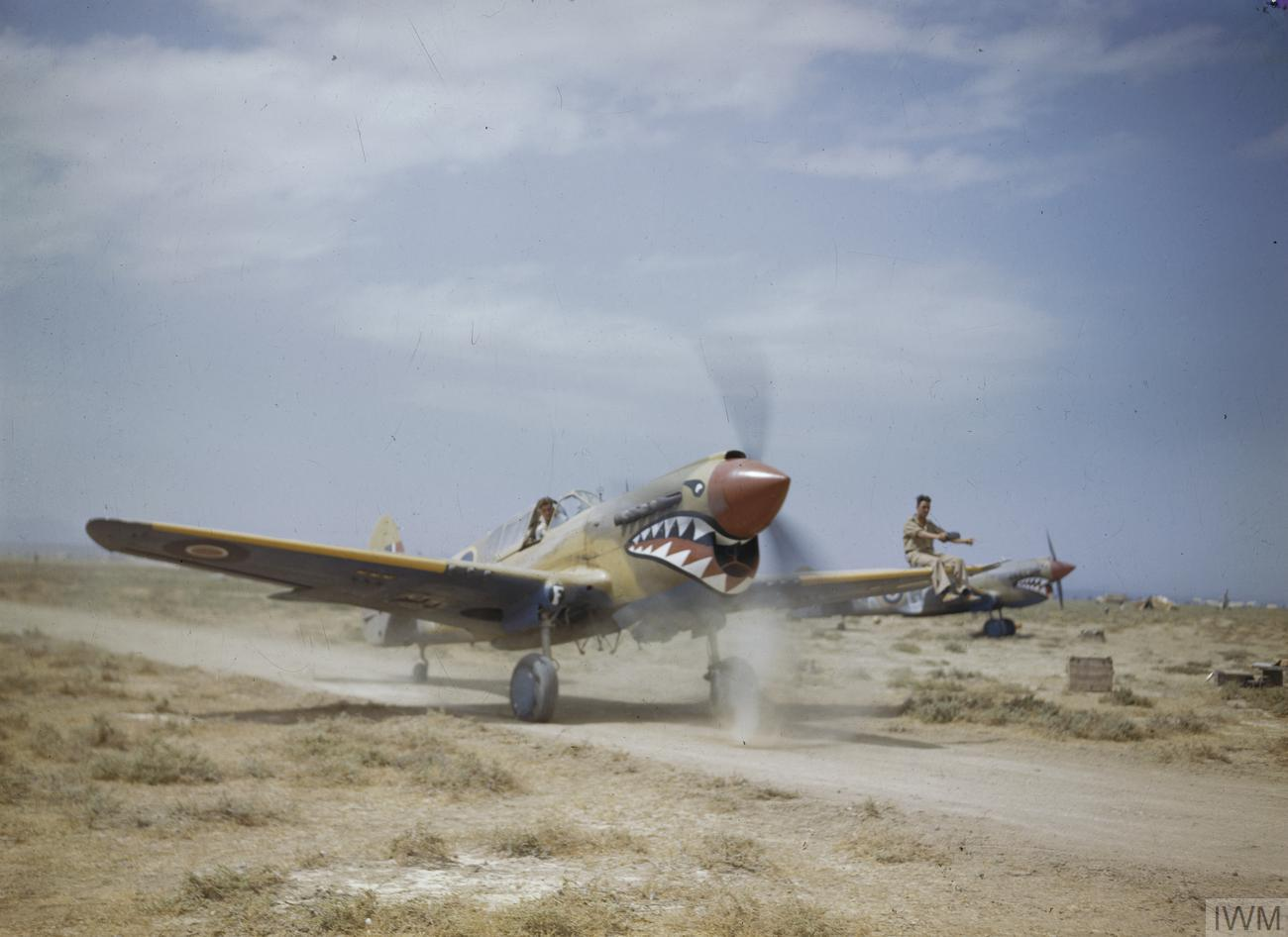
Kittyhawk Mk III z No. 112 Squadron RAF kołuje na lotnisku w Medenine w Tunezji, 1943 r.

Oznaczenie P-40A nosił tylko jeden egzemplarz P-40, o numerze 40-326, przebudowany w marcu 1942 roku na samolot rozpoznawczy poprzez zainstalowanie aparatów fotograficznych. Prawdopodobnie przekazano go do Wielkiej Brytanii, gdzie nie nadano mu specjalnego oznaczenia.

### P-40B
Wykonując dalszą część zamówienia (jeszcze na P-40), we wrześniu 1940 rozpoczęto produkcję 131 sztuk P-40B (Model H-81B). Postanowiono przede wszystkim wzmocnić uzbrojenie: oprócz 2 km-ów 12,7 mm w kadłubie, maszyny otrzymały też 4 km 7,62 mm w skrzydłach. Napędzane były silnikiem Allison V-1710-33 o mocy 1040 KM. Samoloty te dostarczono w styczniu 1941. Z uwagi na wzrost masy osiągi maszyny spadły, prędkość maksymalna wynosiła 566 km/h. Eksportowa wersja, wyprodukowana w liczbie 110 sztuk dla RAF, nosiła oznaczenie Tomahawk IIA (Model H81 A-2) i miała w skrzydłach km Browning 7,7 mm; zainstalowano też brytyjskie radiostacje. 23 z tych maszyn wysłano potem do ZSRR.

### P-40C
Pierwotne zamówienie na P-40 zrealizowano do końca, budując 193 maszyny wersji P-40C (Model H81-B), które dostarczono między marcem a majem 1941. Wersja ta miała nową instalację paliwową, z samouszczelniającymi się zbiornikami paliwa z warstwą samouszczelniającą po stronie wewnętrznej (a nie zewnętrznej) o pojemności 609 litrów. Mogła też przenosić pod kadłubem dodatkowy zbiornik o pojemności 236 l. Miała też nowe radio. Ponieważ po raz kolejny wzrosła masa samolotu, spadły osiągi (prędkość maks. do 555 km/h na wys. 4572 m). Wersja eksportowa (z amerykańskim wyposażeniem) oznaczona była Tomahawk IIB (Model H81-A2; 930 sztuk). Na jednym egzemplarzu P-40C, nr 41-13456, w 1942, usunięto silnik z przodu kadłuba i zamontowano na skrzydłach dwa silniki Packard Merlin V-1650. Nie wiadomo, czy ta maszyna w ogóle wzbiła się w powietrze.

### P-40D
Po rozpoczęciu produkcji P-40, w zakładach Curtiss opracowano projekt XP-46, który miał być napędzany nową wersją silnika Allison V-1710-39 o mocy 1150 KM. Dzięki nowej sprężarce, silnik utrzymywał tę moc do wysokości 3560 m. Ponieważ lotnictwo USA nie chciało przerywać produkcji P-40, zaproponowało 10 czerwca 1940 by silnik ten zainstalować w produkowanym samolocie. Wersję tę nazwano P-40D (oznaczenie fabryczne H-87). Nowy silnik był krótszy od poprzednich wersji o 26 cm, co było przyczyną skrócenia kadłuba o 17 cm i modyfikacji nosa samolotu. Zmniejszono przekrój kadłuba, zmodyfikowano osłonę kabiny, a ponieważ podniesiono wał śmigła, skróceniu uległo podwozie. Powiększono chłodnicę, którą przesunięto do przodu. Zainstalowano też opancerzenie, które zwiększyło masę o 79 kg. Z kadłuba usunięto karabiny maszynowe i przeniesiono je do skrzydeł, które z kolei przekonstruowano tak, by pozwalały na zainstalowanie działka – do czego jednak ostatecznie nie doszło. Konstrukcja skrzydeł pozwalała na zaczepienie 6 bomb po 9 kg. W praktyce jednak wykorzystywano jedynie zaczep podkadłubowy na bombę 227 kg lub zbiornik paliwa o pojemności 232 l. Wzrost masy samolotu znacznie przyczynił się do zmniejszenia prędkości wznoszenia i pułapu.
Pierwszy egzemplarz wzniósł się w maju 1941. Wyprodukowano 22 egzemplarze wersji P-40D, z uwagi na nowe wymagania dotyczące uzbrojenia. Jeszcze przed rozpoczęciem produkcji Wielka Brytania zamówiła 560 sztuk (wyprodukowano tylko 20), ze względu na zmiany nazwane Kittyhawk I.

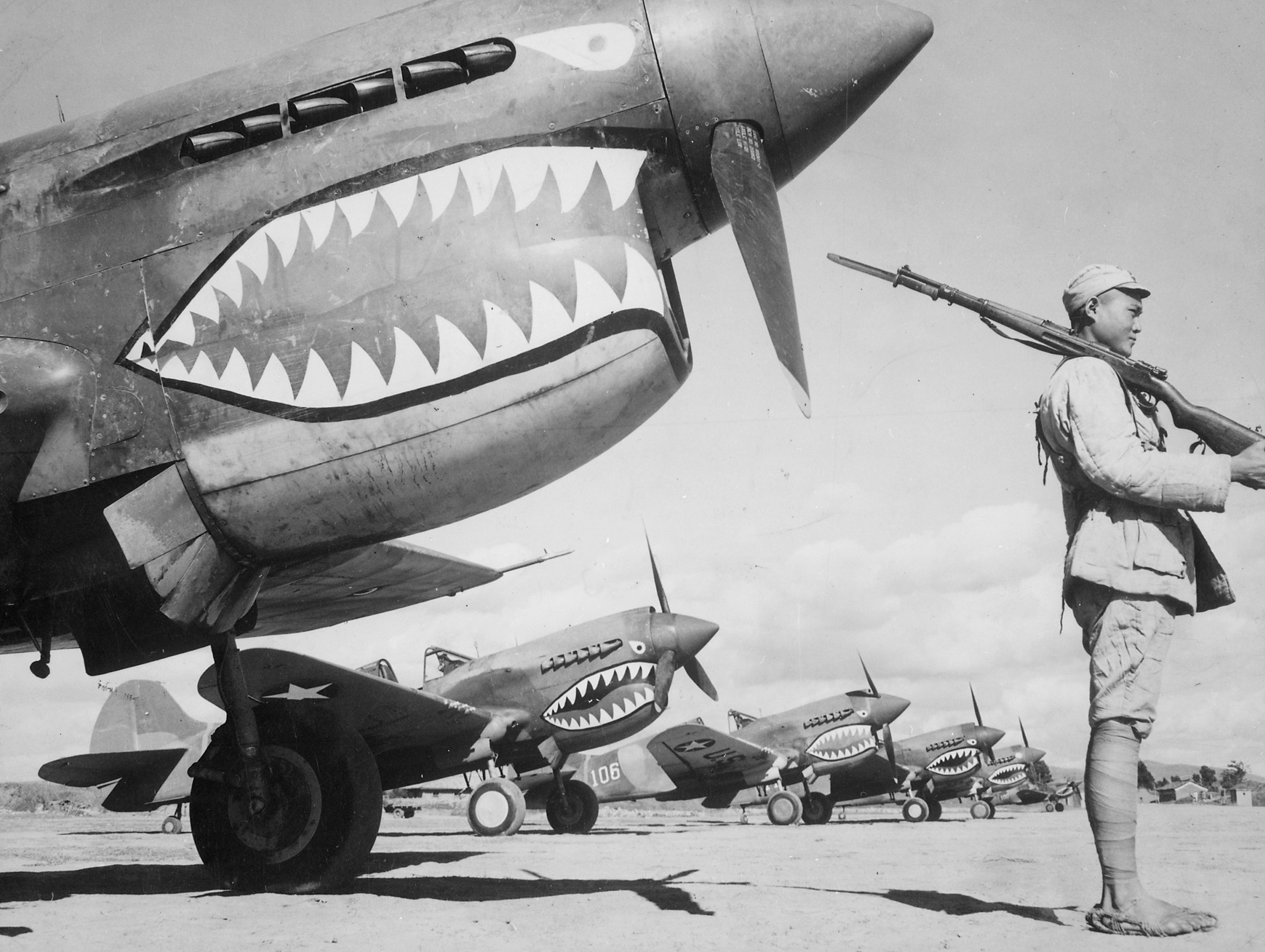
Paszcza rekina była jednym z najczęściej powtarzających się motywów, jakimi zdobiono pokaźny wlot powietrza P-40

### P-40E
W zamówieniu na 2320 sztuk z 18 lutego 1941 zażądano zwiększenia uzbrojenia do 6 km 12,7 mm w skrzydłach. Zwiększono też opancerzenie do 79,5 kg, usunięto natomiast gotowe mocowania dla działek. Wersję tę oznaczono P-40E; wykorzystywała ona ten sam silnik co poprzednia wersja D, ale była cięższa (3814 kg wobec 3078 kg). Prędkość maksymalna wynosiła 582 km/h na wysokości 4572 m. Nowy silnik w wersji D i E spowodował, że wersje te były szybsze od poprzednich, ale zmniejszyła się prędkość wznoszenia i zwrotność. Skrócenie kadłuba w wersji D i E spowodowało, że samolot miał tendencję do zbaczania z linii prostej podczas startu i na niektórych maszynach instalowano dla kompensacji dodatkową płetwę. Wersja eksportowa dla RAF (w USA oznaczona P-40E-1) miała brytyjskie wyposażenie i była znana jako Kittyhawk IA. Zbudowano 1500 sztuk.

### P-40F
W 1940 na jednym egzemplarzu P-40D zainstalowano silnik Rolls-Royce Merlin 28 z dwubiegową sprężarką o mocy startowej 1300 KM i oznaczono go jako XP40F (Model 87B-3). Próbowano w ten sposób szukać rozwiązania problemu słabych osiągów na dużych wysokościach. Oblatano go 30 czerwca 1941 roku. Nie miał on chwytu powietrza do gaźnika na górze kadłuba za śmigłem. Ponieważ próby przebiegły pomyślnie, postanowiono zamówić nowa wersję P-40F i zbudowano 1311 sztuk napędzanej licencyjną wersją tego silnika Packard Merlin V-1650-1 o mocy startowej 1300 KM. W USA została nazwana Warhawk. Pierwsze 699 sztuk nie miało początkowo oznaczenia odmiany, czyli były oznaczone P-40F, później wstecznie oznaczono je jako P-40F-1. Miały one powiększony o 30 litrów zapas paliwa oraz mogły przenosić pod kadłubem dodatkowe zbiorniki paliwa o pojemności do 665 litrów. Miały też małe płetwy grzbietowe przed statecznikiem, ale w praktyce niewiele one pomagały. W następnej odmianie P-40F-5 wydłużono kadłub o 48 centymetrów, w celu poprawy stabilności kierunkowej. Tę zmianę zachowano we wszystkich późniejszych wersjach P-40. Wyprodukowano 122 sztuk P-40F-5. P-40F-10 (177 sztuk) był wyposażony w elektryczny mechanizm wypuszczania klap. P-40F-15 (200 sztuk) był przystosowany do lotów w niskich temperaturach, zwłaszcza na Alasce. P-40F-20 (112 sztuk) miał zmienioną instalację tlenową dla pilota. 150 sztuk otrzymał RAF i nadał im nazwę Kittyhawk II. Jeden egzemplarz P-40F (nr 41-13602) oznaczono jako YP-40F i przeznaczono do testów systemu chłodzenia i usterzenia pionowego (które zostało na nim powiększone). Wyróżniał się on między innymi długą owiewką chłodnic pod spodem kadłuba, która wcześniej znajdowała się pod silnikiem. Pewną liczbę P-40F, oznaczanych później jako P-40R-1 wycofano w USA z jednostek bojowych i po zmianie silnika na model Allison V-1610-81 wykorzystano do szkoleń pilotów.

### P-40G
Oznaczenie to nosiły 44 sztuki P-40 (Model 87-AG), w których zastosowano skrzydła z samolotu Tomahawk IIA, wyposażone w 4 karabiny maszynowe kalibru 7,62 mm. Przebudowy dokonano na przełomie sierpnia i września 1941 roku. W wytwórni oznaczono je jako Model 81-AG. 16 z nich wysłano potem do ZSRR. Pozostałe w USA oznaczono jako RP-40G, gdzie litera R oznaczała ograniczenie w użyciu bojowym.

### P-40J
To oznaczenie miała nosić maszyna bazująca na wersji P-40E, ale wyposażona w turbosprężarkę. Projekt porzucono w maju 1942 roku.

### P-40K

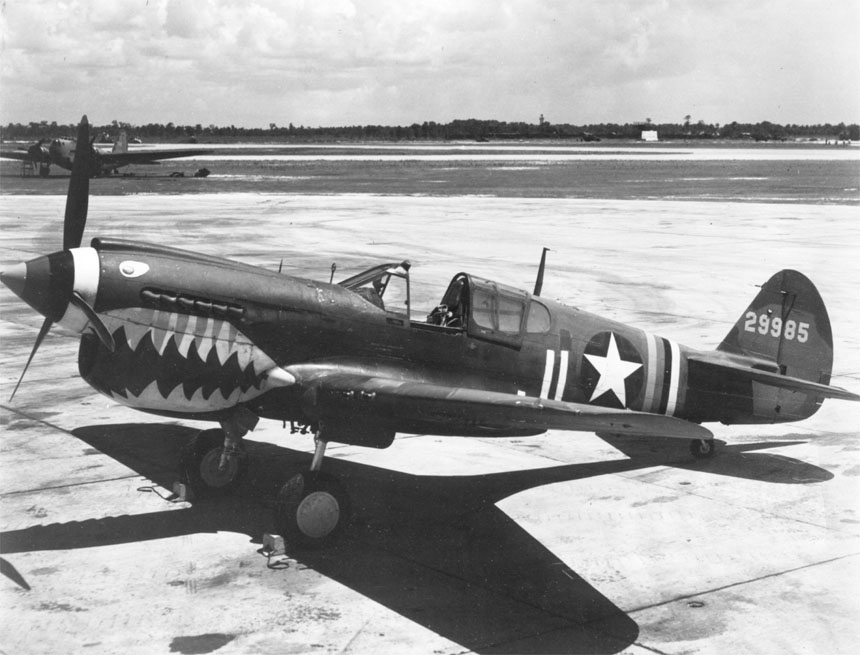
Curtiss P-40K Warhawk

Dostępność silnika Merlin była ograniczona i wersję P-40K wyposażono w nową wersję silnika Allison V-1710-73 z automatyczną kontrolą doładowania, o mocy startowej 1325 KM i utrzymującej moc 1150 KM na wysokości 3596 m przez 30 minut. Pierwotnie, 28 września 1941 roku zamówiono 600 sztuk tej wersji, jednak z uwagi na opóźnienia w rozwoju P-60, będącego jego następcą, zamówienie zwiększono do 1300 sztuk. Pierwszy egzemplarz wyprodukowano w sierpniu 1942 r. P-40K-1. Różnił się od wersji E jedynie silnikiem. W P-40K-5 zmieniono układ chłodzenia. K-1 i K-5 miały krótki kadłub; część K-1 i wszystkie K-5 miały podwyższony statecznik pionowy i były wyposażone w płetwę przed nim. Odmiana P-40K-10 (335 sztuk) miała już dłuższy kadłub, jak w wersji F-5 (wersje F i K były produkowane i rozwijane równolegle, wprawdzie z różnymi silnikami). P-40K-15 (165 sztuk) był przystosowany do lotów w niskich temperaturach. Wersję K dostarczano od sierpnia do końca 1942 roku. W RAF P-40K nosił oznaczenie Kittyhawk III. Jeden egzemplarz P-40K-10 wyposażono w silnik Allison V-1710-43, oznaczono jako XP-40K i użyto do testów. Miał on wielokrotnie zmieniane okaptowanie silnika i układ chłodzenia (m.in. chłodnice umieszczano w centropłacie pomiędzy skrzydłami).

### P-40L
Założeniem konstrukcyjnym tej wersji była poprawa właściwości bojowych Warhawka. Była to lżejsza wersja P-40F też napędzana silnikiem Merlin (Model 87B-3). P40L-1 (50 sztuk) miał takie samo uzbrojenie i instalację paliwową jak P-40F-5. P-40L-5 (220 sztuk) i pozostałe odmiany miały usunięte 2 karabiny, uzbrojenie stanowiło więc 4 km 12,7 mm z zapasem 201 pocisków na każdy. Zapas paliwa zmniejszono o 140 litrów poprzez usunięcie położone na zewnątrz skrzydłowe zbiorniki, oraz zmniejszono opancerzenie. Efekty były mizerne. Spadek masy o 204 kilogramy spowodował wzrost prędkości zaledwie o 6 km/h, z tego też powodu często w warunkach polowych ponownie montowano usunięte elementy. P-40L-10 (148 sztuk) miał już przedłużony kadłub oraz elektryczne sterowanie trymerami lotek i zmodyfikowany układ doładowania silnika. P-40L-15 (112 sztuk) miał też przedłużony kadłub oraz zmienione filtry powietrza do gaźnika i światła pozycyjne. P-40L-20 (170 sztuk) miał zmienioną instalację i specjalny, automatycznie detonowany granat do jej ewentualnego niszczenia. Część P-40L wycofano z jednostek bojowych, wyposażono w silnik Allison V-1710-81 i przeznaczono do zaawansowanego treningu. Oznaczono je jako P-40R-2.

### P-40M
Wersja ta była podobna do P-40K-20, różnicą był napęd silnikiem Allison V-1710-18 o mocy startowej 1200 KM i mocy 1125 KM na wysokości 5273 m. Charakterystyczna dla tego modelu była perforacja blachy pomiędzy śmigłem a rurami wydechowymi. Pierwsze egzemplarze zeszły z linii produkcyjnej w listopadzie 1942 roku i były przeznaczone do dostaw w ramach Lend-Lease. Oznaczono je jako Kittyhawk III. Odmiana P-40M-1 (60 sztuk) miała wzmocnione lotki. P-40M-5 (260 sztuk) miał nowe filtry powietrza do gaźnika i jeszcze bardziej wzmocnione lotki. P-40M-10 miał zmieniony system sygnalizacji podwozia i system paliwowy. Uzbrojenie wersji M stanowiło sześć karabinów maszynowych kalibru 12,7 mm. W wersji M z uwagi na spadek masy w porównaniu z wersją K poprawiły się osiągi. Prędkość maksymalna wzrosła do 579 km/h na 6096 m oraz 568 km/h na 7620 m. Do lutego 1943 wyprodukowano łącznie 600 sztuk tej wersji.

### P-40N

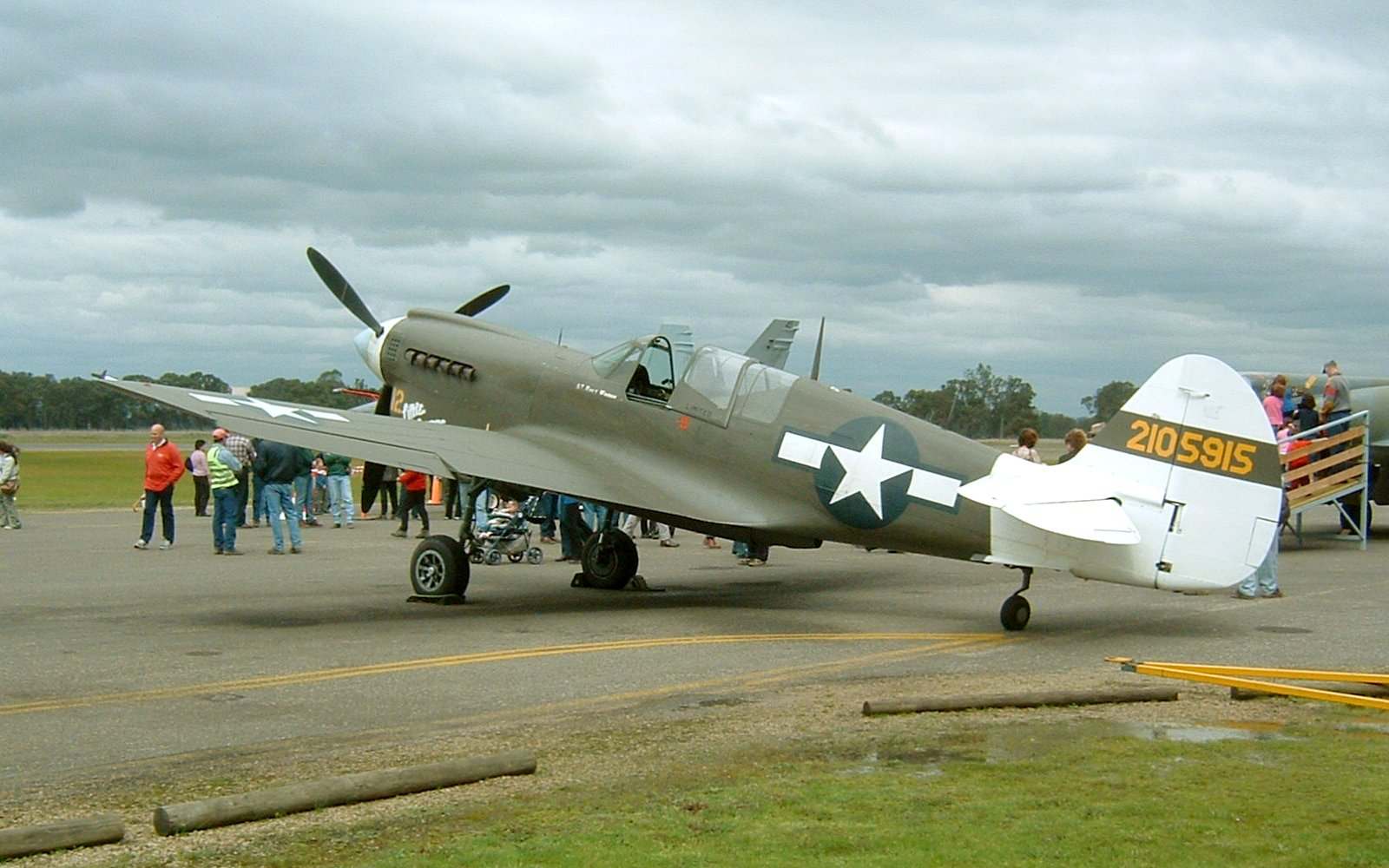
Curtiss P-40N-5-CU „Little Jeanne”

Była to uważana za najlepszą, najliczniej produkowana i ostatnia wersja seryjna P-40. W 1943 roku osiągi P-40 już daleko odstawały od nowych samolotów myśliwskich. Celem uniknięcia zaprzestania produkcji postanowiono opracować nową wersję, którą oznaczono jako P-40N (Model 87V, 87W). Planowano wyprodukować 1500 maszyn tej wersji z silnikiem Packard Merlin, pod oznaczeniem P-40P, do czego jednak nie doszło z uwagi na jego ograniczoną dostępność.
Konstrukcję samolotu dalej zoptymalizowano w stronę minimalizacji masy. Usunięto dwa karabiny maszynowe, zastosowano mniejsze i lżejsze podwozie, zastąpiono mosiężne chłodnice silnika i oleju aluminiowymi. Zmieniono kształt osłony pilota, uzyskując w ten sposób lepszą widoczność z kabiny. Osiągi maszyny poprawiły się, prędkość maksymalna wzrosła do 608 km/h na wysokości 3200 m. Pierwotnie zamówiono 780 sztuk, później jednak zredukowano zamówienie do 600 sztuk.
Odmiana P-40N-1 (400 sztuk) która pojawiła się w marcu 1943 roku, miała 555 litrów zapasu paliwa i uzbrojenie złożone z czterech karabinów maszynowych kalibru 12,7 mm i osłonę kabiny pilota starszego wzoru. Masa własna wynosiła 2721 kg, całkowita 3356 kg, maksymalna zaś 4014 kg. Model P-40N-5 miał już zmodyfikowaną osłonę kabiny pod kątem poprawy widoczności z tyłu. Kabina ta była później stosowana w nowszych modelach. Uzbrojenie poszerzono ponownie do sześciu karabinów maszynowych kal. 12,7 mm. Pod skrzydłami zamontowano uchwyty do przenoszenia bomb lub zbiorników paliwa o łącznej masie do 680 kg. Masa całkowita samolotu wzrosła do 3787 kg, prędkość maksymalna spadła do 563 km/h ma wysokości 5000 m. Na wysokość 4267 m wznosił się w 7,3 minuty. P-40N-6 była to polowa modyfikacja N-5 na której zainstalowano aparaty fotograficzne do rozpoznania. P-40N-10 był przystosowany do lotów w niskich temperaturach. Dla zwiększenia prędkości wznoszenia usunięto dwa karabiny maszynowe. P-40N-15 miał akumulatory przeniesione przed przegrodę ognioodporną, nowe światła do lądowania i powiększone zbiornika paliwa. Uzbrojenie stanowiło znowu sześć karabinów maszynowych. P-40N-20 był napędzany silnikiem Allison V-1710-99. Był to zmodyfikowany silnik Allison V-1710-81 z automatyczną kontrolą doładowania. Wersja ta mogła zabierać 3 bomby o masie 226 kg. P-40N-25 miał zmienioną tablicę przyrządów i wykonane z tworzywa samouszczelniającego zbiorniki paliwa. Dwa egzemplarze P-40N-25 przebudowano na dwumiejscowe samoloty szkolno-treningowe i oznaczono je RP-40N-26. P-40N-26 był samolotem odmiany P-40N-5 z zamontowanymi w kadłubie aparatami fotograficznymi. 14 lutego zamówiono po 500 sztuk P-40N-30 i P-40N-35. P-40N-30 był modelem P-40N-25 o ulepszonym systemie elektrycznym i zapłonowym oraz instalacji olejowej. 22 maszyny tego typu przebudowano na dwumiejscowe samoloty treningowe i oznaczono P-40N-31. 70 innych przerobiono na samoloty treningowe P-40R-1. P-40N-35 miał zmienione przyrządy pokładowe, oświetlenie, instalację radiową i gaźnik. 30 czerwca 1944 r. Zamówiono 1000 sztuk następnej odmiany N-40, ale ostatecznie zbudowano tylko 220 sztuk. Była ona napędzana silnikiem Allison V-1710-115 o mocy 1360 KM. Miała poprawione, wykonane z tworzywa sztucznego zbiorniki paliwa, automatyczną kontrolę śmigła, nowe radio, instalację tlenową i rury wylotowe tłumiące płomienie. Ostatnie 100 sztuk wyposażono w lotki z pokryciem metalowym. Ostatni egzemplarz zszedł z linii produkcyjnej 30 listopada 1944 roku. Na jednym P-40N zamontowano kroplową osłonę kabiny pilota w celach testowych i oznaczono go XP-40N. W RAF P-40N nosił oznaczenie Kittyhawk IV.

### P-40P

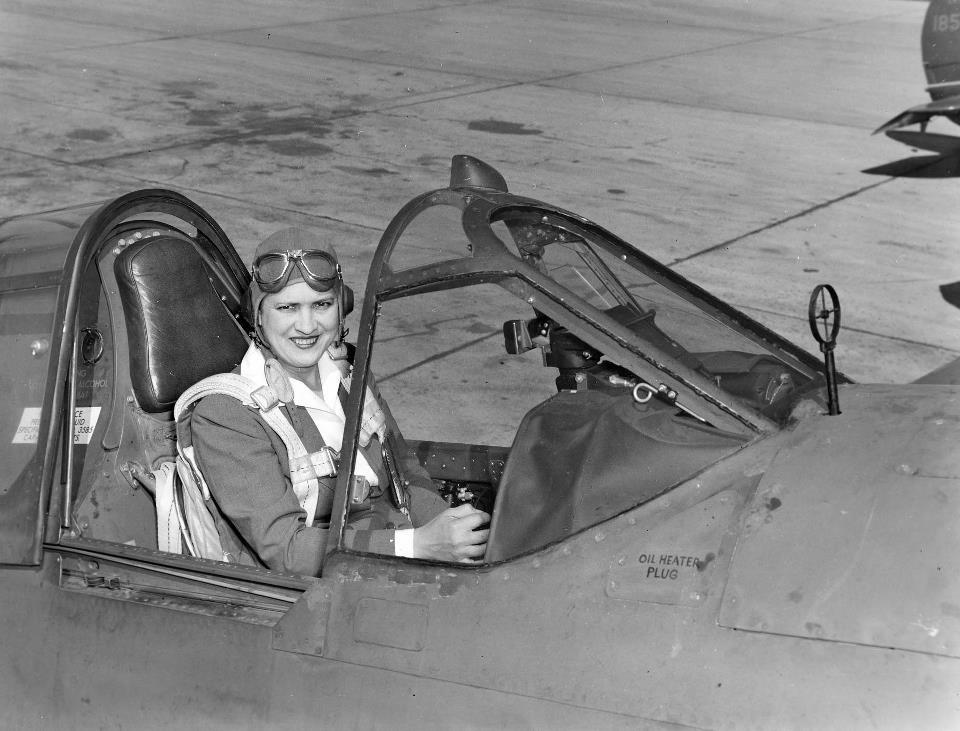
Jacqueline Cochran w kokpicie P-40. Była ona główną dowodzącą Women Airforce Service Pilots

Wersja ta miała być identyczna jak N, ale z silnikiem Packard Merlin. Zrezygnowano z jej budowy.

### P-40Q
Wersja P-40Q miała być samolotem dorównującym innym nowoczesnym samolotom na polu walki.
Zmiany wprowadziły znaczne usprawnienia w stosunku do poprzednich wersji P-40. Zmodyfikowano dwa egzemplarze P-40K i jeden P-40N instalując na nich nowy układ chłodzenia, turbosprężarkę dwustopniową i dokonano zmian w samej konstrukcji płatowca. Projekt oznaczano jako XP-40Q. Na jednym P-40K (nr 42-9987) oprócz nowego systemu chłodzenia, nos kadłuba miał dłuższy kształt i zastosowano śmigło czterołopatowe, napędzane silnikiem Allison V-1710-121 o mocy 1425 KM. Chłodnicę przesunięto do tyłu pomiędzy podwozie główne. Uzbrojenie stanowiły cztery karabiny maszynowe kal. 12,7 mm. Na pozostałych dwóch maszynach obniżono grzbiet kadłuba i zainstalowano kroplową osłonę kabiny jak w XP-40N. w toku kolejnych modyfikacji obcięto też końcówki skrzydeł. Zmiany te nadały tej wersji całkiem nowy wygląd, niepodobny do poprzednich. Prędkość maksymalna wynosiła 679 km/h na wysokości 6248 m a czas wznoszenia na wysokość 6096 metrów wynosił tylko 4,8 minuty. Samoloty seryjne miały być już uzbrojone w sześć karabinów maszynowych lub cztery działka 20 mm. Ponieważ osiągi maszyny nadal były gorsze od już produkowanych myśliwców, projekt porzucono.

### P-40R
To oznaczenie nosiły maszyny wersji P-40F i L, na których zamiast silnika Packard Merlin, zainstalowano silnik Allison V-1710-81. Przebudowane tak 70 samolotów P-40F oznaczono jako P-40R-1 a P-40L przebudowano 53 sztuki o oznaczono jako P-40R-2. Używano ich do treningu pilotów.

## Produkcja
P-40 odebrane przez USAAF:
| Rok  | 1940 | 1941  | 1942  | 1943  | 1944  | Suma   |
| ---- | ---- | ----- | ----- | ----- | ----- | ------ |
| P-40 | 778  | 2.246 | 4.454 | 4.258 | 2.002 | 13.738 |

RAF otrzymał następujące samoloty P-40:
| Nazwa     | Wersje | Liczba | Uwagi                                                      |
| --------- | ------ | ------ | ---------------------------------------------------------- |
| Tomahawk  | Mk I   | 140    |                                                            |
|           | Mk IIA | 110    |                                                            |
|           | Mk IIB | 830    | 100 następnych przekazano do Chin dla Flying Tigers        |
| Kittyhawk | Mk I   | 560    |                                                            |
|           | Mk IA  | 432    | 1.500 zamówiono                                            |
|           | Mk II  | 250    | z nich 79 przekazano Francuzom                             |
|           | Mk III | 603    | z nich 1 przekazano Francuzom i 170 Związkowi Radzieckiemu |
|           | Mk IV  | 586    | z nich 130 przekazano Związkowi Radzieckiemu               |
| Suma      |        | 3.511  | z tego 3.131 dla RAF                                       |

## Podsumowanie
Łącznie zbudowano 13738 sztuk samolotu P-40 wszystkich wersji.

## W kulturze masowej
Niemal od początku wprowadzenia do służby, P-40 stał się prawdziwą „gwiazdą filmową” (jak to ujął krytyk filmowy „The New York Timesa”). Już w 1942 roku, „wystąpił” u boku Johna Wayne’a w filmie Latające Tygrysy (hicie kasowym). W tym samym roku „pilotował go” późniejszy prezydent Stanów Zjednoczonych, a ówcześnie mało znany aktor Ronald Reagan w amerykańskim filmie szkoleniowym pt. Recognition of the Japanese Zero Fighter. W następnych latach P-40 można było zobaczyć w tak znanych obrazach wojennych jak Tobruk z 1967, Tora! Tora! Tora! z 1969, Pearl Harbor z 2001, Sky Kapitan i świat jutra z 2004, Eskadra „Czerwone ogony” z 2012. W 1979 roku, John Belushi stworzył w komedii Stevena Spielberga pt. 1941, kultową kreację „Dzikiego” Billa Kelso – amerykańskiego lotnika P-40 ścigającego Japończyków po nalocie na Pearl Harbor.
P-40 był protoplastą postaci Ripslinger, jednego z bohaterów animowanego filmu Samoloty z 2013 r.

## Parametry i osiągi
| Wersja   | Rozpiętość | Długość | Wysokość | Powierzchnia nośna | Masa własna | Masa startowa | Masa max. | Prędkość max.                                                               | Prędkość przelotowa | Wznoszenie                                   | Pułap    | Zasięg  | Zasięg max. |
| -------- | ---------- | ------- | -------- | ------------------ | ----------- | ------------- | --------- | --------------------------------------------------------------------------- | ------------------- | -------------------------------------------- | -------- | ------- | ----------- |
| XP-37    | 11,38 m    | 9,44 m  | 2,89 m   | 21,92 m²           | 2391 kg     | 2880 kg       | 3013 kg   | 550 km/h na 3718 m 533 km/h na 6096 m                                       | 491 km/h            | 7,1 m na 6096 m                              | 10 668 m | 781 km  | 1006 km     |
| YP-37    | 11,38 m    | 10,00 m | 2,89 m   | 21,92 m²           | 2596 kg     | 3125 kg       |           | 547 km/h na 3658 m                                                          | 473 km/h            | 8,5 m na 6096 m                              | 10 363 m | 917 km  | 1400 km     |
| XP-40    | 11,38 m    | 9,67 m  | 2,79 m   | 21,92 m²           | 2356 kg     | 2849 kg       | 3116 kg   | 526 km/h na 6096 m                                                          | 489 km/h            | 3,2 m na 3658 m                              | 9 449 m  | 740 km  | 1899 km     |
| P-40     | 11,38 m    | 9,67 m  | 3,22 m   | 21,92 m²           | 2439 kg     | 3079 kg       | 3273 kg   | 575 km/h na 4572 m                                                          | 446 km/h            | 5,3 m na 4572 m                              | 9 982 m  | 1529 km | 2253 km     |
| P-40B    | 11,38 m    | 9,67 m  | 3,22 m   | 21,92 m²           | 2536 kg     | 3447 kg       | 3468 kg   | 566 km/h na 4572 m                                                          | 439 km/h            | 5,1 m na 4572 m                              | 9 875 m  | 1175 km | 1980 km     |
| P-40C    | 11,38 m    | 9,67 m  | 3,22 m   | 21,92 m²           | 2636 kg     | 3424 kg       | 3655 kg   | 555 km/h na 4572 m                                                          | 435 km/h            | 5,7 m na 4572 m                              | 9 992 m  | 1287 km | 2173 km     |
| P-40D    | 11,38 m    | 9,50 m  | 3,76 m   | 21,92 m²           | 2816 kg     | 3511 kg       | 3996 kg   | 563 km/h na 4572 m                                                          | 480 km/h            | 6,4 m na 4572 m                              | 9 327 m  | 1287 km | 1851 km     |
| P-40E    | 11,38 m    | 9,50 m  | 3,22 m   | 21,92 m²           | 2880 kg     | 3756 kg       | 4173 kg   | 539 km/h na 1524 m 555 km/h na 3048 m 589 km/h na 4572 m                    | 496 km/h            | 7,6 m na 4572 m                              | 8 840 m  | 1368 km | 1529 km     |
| P-40F    | 11,38 m    | 10,16 m | 3,76 m   | 21,92 m²           | 2989 kg     | 3856 kg       | 4241 kg   | 515 km/h na 1524 m 547 km/h na 3048 m 566 km/h na 4572 m 586 km/h na 6096 m | 483 km/h            | 4,5 na 3048 m 7,6 na 4572 m 11,5 m na 6096 m | 10 485 m | 1127 km | 2655 km     |
| P-40K    | 11,38 m    | 10,16 m | 3,76 m   | 21,92 m²           | 2903 kg     | 3810 kg       | 4536 kg   | 515 km/h na 1524 m 582 km/h na 4572 m 595 km/h na 6096 m                    | 467 km/h            | 7,5 m na 4572 m                              | 8 534 m  | 1127 km | 2575 km     |
| P-40L    | 11,38 m    | 10,16 m | 3,76 m   | 21,92 m²           | 2939 kg     | 3665 kg       | 4037 kg   | 595 km/h na 6096 m                                                          | 402 km/h            | 7,6 m na 4572 m                              | 10 973 m | 483 km  | 2213 km     |
| P-40M    | 11,38 m    | 10,16 m | 3,76 m   | 21,92 m²           | 2932 kg     | 3629 kg       | 4037 kg   | 579 km/h na 6096 m                                                          | 467 km/h            | 7,2 m na 4572 m                              | 9 144 m  | 1127 km | 2575 km     |
| P-40N-1  | 11,38 m    | 10,16 m | 3,76 m   | 21,92 m²           | 2721 kg     | 3356 kg       | 4014 kg   | 608 km/h na 3200 m                                                          | –                   | 6,7 m na 4572 m                              | 11 582 m |         |             |
| P-40N-5  | 11,38 m    | 10,16 m | 3,76 m   | 21,92 m²           |             |               | 3787 kg   | 563 km/h na 5000 m                                                          | –                   | 7,3 m na 4262 m                              | 9 448 m  | 547 km  |             |
| P-40N-15 | 11,38 m    | 10,16 m | 3,76 m   | 21,92 m²           | 2722 kg     | 2903 kg       | 4014 kg   | 552 km/h na 4572 m                                                          | 423 km/h            | 6,7 m na 4572 m                              | 11 895 m |         |             |
| P-40Q-3  | 11,75 m    | 10,77 m | 3,76 m   | [m²]               |             | 4086 kg       |           | 679 km/h na 6096 m                                                          | –                   | 6,7 m na 4572 m                              | 11 895 m |         |             |